# Saint-Michel-de-Dèze
Saint-Michel-de-Dèze település Franciaországban, Lozère megyében. Lakosainak száma 227 fő (2022. január 1.). Saint-Michel-de-Dèze Le Collet-de-Dèze, Saint-Martin-de-Boubaux, Saint-Germain-de-Calberte, Saint-Hilaire-de-Lavit és Saint-Privat-de-Vallongue községekkel határos.

## Népesség
A település népessége az elmúlt években az alábbi módon változott:
| Lakosok száma | 253  | 170  | 160  | 208  | 230  | 246  | 243  | 230  | 229  | 227  |
|               | 1968 | 1982 | 1990 | 2006 | 2013 | 2015 | 2017 | 2019 | 2020 | 2022 |